# Poliolais lopezi
Poliolais lopezi là một loài chim trong họ Sylviidae.